# Alte Kirche (Lobberich)

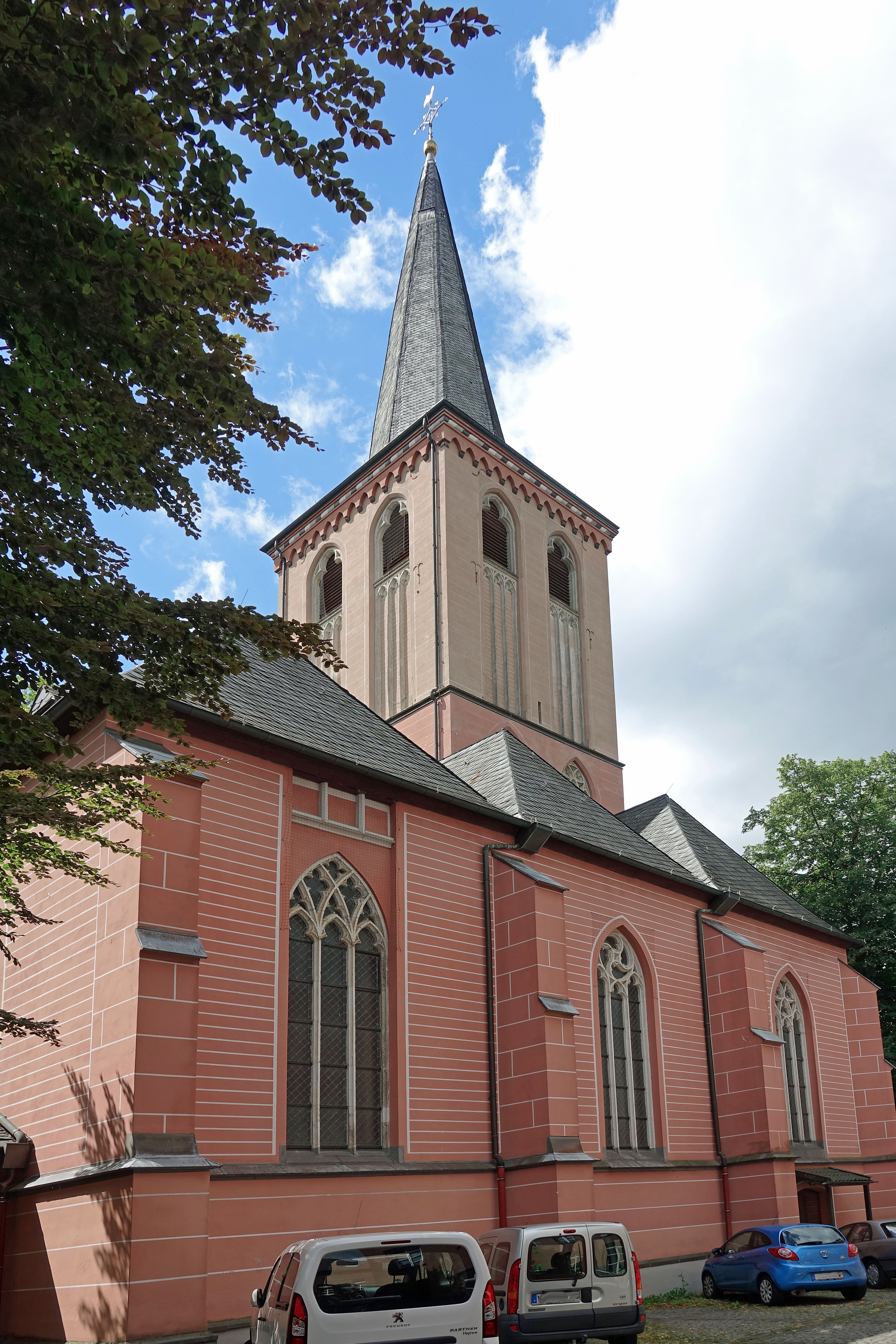
Alte Kirche in Lobberich

Die Alte Kirche ist eine römisch-katholische Filialkirche in Lobberich, einem Stadtteil von Nettetal im Kreis Viersen in Nordrhein-Westfalen. Sie war bis zum Jahr 1893 die Pfarrkirche des Ortes.
Die Kirche ist unter Nummer 53 in die Liste der Baudenkmäler in Nettetal eingetragen und steht unter dem Patronat des hl. Märtyrers Sebastian und des hl. Josefs. 

## Geschichte
Eine Kirche in Lobberich wurde erstmals 990 urkundlich erwähnt, als der Kölner Erzbischof Everger u. a. die Kirche von Lobberich an den Lütticher Bischof Notger im Tausch gegen die Kirchen von Mönchengladbach und Rheydt abtrat. Der Ortsüberlieferung nach soll es sich dabei um die Kapelle von Burg Bocholt gehandelt haben, dies ist jedoch nicht eindeutig belegt.
Das Patronatsrecht besaß zunächst die Propstei Alem, es wurde aber im 12. Jahrhundert an die Grafen von Maubach übertragen. Diese übertrugen das Patronatsrecht schließlich an die Prämonstratenserabtei Knechtsteden, wo es bis zur Franzosenzeit verblieb. 
Bereits im 12. Jahrhundert hat am Standort der Alten Kirche ein romanischer Vorgängerbau bestanden. Dieser wurde im Verlauf des 15. Jahrhunderts durch den heutigen Kirchenbau ersetzt. 1710 fand eine umfassende Renovierung statt, bei der der Chor ein Spiegelgewölbe erhielt. Nach 1817 wurde die Kirche um zwei Seitenschiffe auf die heutige Größe erweitert, dadurch entstand aus der ursprünglichen Kreuzkirche eine Hallenkirche.
Ende des 19. Jahrhunderts war die Bevölkerung Lobberichs derart angestiegen, dass die Pfarrkirche wieder zu klein wurde. Daher entstand an anderer Stelle zwischen 1891 und 1893 die neue Pfarrkirche St. Sebastian. Damit hatte die mittelalterliche Kirche ihre Funktion verloren und verfiel insbesondere nach den starken Beschädigungen des Zweiten Weltkriegs zusehends. Erst Ende der 1960er Jahre retteten Jugendliche aus Lobberich die Kirche vor dem weiteren Verfall, indem sie hier eine Jugendkirche einrichteten. Endgültig gerettet wurde das Bauwerk durch eine Sanierung unter der Leitung des Boisheimer Architekten Heinz Dewey von 1987 bis 1988. Seitdem wird die Alte Kirche neben Gottesdiensten auch vermehrt für kulturelle Veranstaltungen genutzt.

## Baubeschreibung
Die Alte Kirche ist eine dreischiffige Hallenkirche im Stil der Gotik mit eingezogenem dreigeschossigem Glockenturm im Westen und fünfseitig geschlossenem Chor im Osten. Der Innenraum wird von Kreuzrippengewölben überspannt, im Chor ist eine flache Holzdecke eingezogen.

## Ausstattung
In der Kirche befindet sich zum Teil noch die Ausstattung aus der Barockzeit. Fragmentarisch erhalten ist der Hochaltar aus dem Jahr 1710, nahezu vollständig erhalten sind die beiden Nebenaltäre sowie die Kanzel, ebenfalls aus 1710. Weiterhin finden sich im Innenraum zwei Beichtstühle des 19. Jahrhunderts sowie verschiedene Heiligenfiguren des 18. und 19. Jahrhunderts.